# Shelby Houlihan
Shelby Houlihan (* 8. Februar 1993 in Sioux City, Iowa) ist eine US-amerikanische Leichtathletin, die im Mittel- und Langstreckenlauf an den Start geht. Sie ist die aktuelle Inhaberin des nordamerikanischen Rekords über 1500 Meter und hält außerdem den Weltrekord in der 4x1500-Meter-Staffel.

## Sportliche Laufbahn
Shelby Houlihan wuchs in Iowa auf und studierte von 2011 bis 2015 an der Arizona State University. 2014 wurde sie NCAA-Collegemeisterin im 1500-Meter-Lauf und im selben Jahr siegte sie in 2:03,00 min über 800 Meter bei den U23-NACAC-Meisterschaften in Kamloops. Im Jahr darauf gewann sie bei den NACAC-Meisterschaften in San José in 4:16,61 min die Silbermedaille über 1500 Meter hinter ihrer Landsfrau Rachel Smith und 2016 gelangte sie bei den Olympischen Sommerspielen in Rio de Janeiro mit 15:08,89 min im Finale im 5000-Meter-Lauf auf den elften Platz. 2017 erreichte sie bei den Weltmeisterschaften in London mit 15:06,40 min den 13. Platz über 5000 Meter und im Jahr darauf belegte sie bei den Hallenweltmeisterschaften in Birmingham in 4:11,93 min den vierten Platz über 1500 Meter und gelangte mit 8:50,38 min auf Rang fünf im 3000-Meter-Lauf. Im Mai siegte sie in 3:59,06 min beim Prefontaine Classic über 1500 Meter sowie anschließend in 3:57,34 min bei der Athletissima. Beim Memorial Van Damme wurde sie in 3:58,94 min Zweite und kurz darauf wurde sie auch beim Continentalcup in Ostrava in 4:16,36 min Zweite hinter der Kenianerin Winny Chebet. 2019 erreichte sie bei den Weltmeisterschaften in Doha das Finale über 1500 Meter und klassierte sich dort mit neuem Nordamerikarekord von 3:54,99 min auf dem vierten Platz. 2021 wurde sie positiv auf die Dopingsubstanz Nandrolon getestet und daraufhin mit einer vierjährigen Wettkampfsperre belegt. Houlihan legte gegen die Sperre Berufung vor dem Internationalen Sportgerichtshof (CAS) ein, welcher aber nicht stattgegeben wurde.
Nach dem Ende ihrer Dopingsperre trat sie 2025 bei den Hallenweltmeisterschaften in Nanjing an und gewann dort in 8:38,26 min die Silbermedaille im 3000-Meter-Lauf hinter der Äthiopierin Freweyni Hailu.
In den Jahren 2018 und 2019 wurde Houlihan US-amerikanische Meisterin im 1500-Meter-Lauf sowie von 2017 bis 2019 auch über 5000 Meter. Zudem wurde sie 2017 Hallenmeisterin über die Meile und 2 Meilen und 2018 über 1500 und 3000 Meter sowie 2019 über 2 Meilen und 2020 erneut über 1500 und 3000 Meter.

## Persönliche Bestleistungen
- 800 Meter: 1:59,92 min, 9. Juli 2019 in Azusa
- 1500 Meter: 3:54,99 min, 5. Oktober 2019 in Doha (Nordamerikarekord)
  - 1500 Meter (Halle): 4:03,40 min, 8. Februar 2025 in Boston
- Meile: 4:23,68 min, 1. Februar 2020 in Seattle
  - Meile (Halle): 4:20,30 min, 8. Februar 2025 in Boston
  - 3000 Meter (Halle): 8:26,66 min, 27. Februar 2020 in Boston
  - 2 Meilen (Halle): 9:31,38 min, 24. Februar 2019 in New York City
- 5000 Meter: 14:23,92 min, 10. Juli 2020 in Portland